# Gerolamo Maria Caracciolo
Gerolamo Maria Caracciolo (1617-1682), marqués de Torrecuso, fue un militar del Reino de Nápoles.

## Biografía
Hijo de Carlo Andrea Caracciolo (1583 - 1646), Duque de San Giorgio y Príncipe de la Campania, fue nombrado grande de España en 1666, durante el reinado de Carlos II
Fue hombre de confianza de Pedro Fajardo de Zúñiga y Requesens, el gobernador del Reino de Navarra, que posteriormente dirigió las tropas españolas durante la Guerra de los Segadores. Durante la Guerra de los Treinta Años venció a las tropas francesas en el sitio de Fuenterrabía en 1638 y en 1639 en el sitio de Salses.
Participó en diversas acciones de la Guerra de los Segadores después de la muerte en combate de su hermano, Carlo María Caracciolo, en la batalla de Montjuic, entre ellas el Sitio de Tarragona durante 1641, siendo derrotado en 1642 en la Batalla de Montmeló cuando se dirigía a socorrer Perpiñán, regresando al Reino de Nápoles para buscar refuerzos, que desembarcaría en Denia en 1643.